# Пирс (округ, Небраска)
Округ Пирс (англ. Pierce County) — округ, расположенный в штате Небраска (США) с населением в 7266 человек по статистическим данным переписи 2010 года. Столица округа находится в одноимённом городе.

## История
Округ Пирс был образован в 1856 году и получил своё официальное название в честь 14-го президента США Франклина Пирса.

## География
По данным Бюро переписи населения США округ Пирс имеет общую площадь в 1489 квадратных километров, из которых 1458 кв. километров занимает земля и 31 кв. километр — вода. Площадь водных ресурсов округа составляет 2,08 % от всей его площади.

### Соседние округа
- Нокс (Небраска) — север
- Уэйн (Небраска) — восток
- Антелоп (Небраска) — запад
- Сидар (Небраска) — северо-восток
- Мадисон (Небраска) — юг

## Демография
По данным переписи населения 2000 года в округе Пирс проживало 7857 человек, 2141 семья, насчитывалось 2979 домашних хозяйств и 3247 жилых домов. Средняя плотность населения составляла 5 человек на один квадратный километр. Расовый состав округа по данным переписи распределился следующим образом: 98,65 % белых, 0,08 % чёрных или афроамериканцев, 0,36 % коренных американцев, 0,20 % азиатов, 0,03 % выходцев с тихоокеанских островов, 0,46 % смешанных рас, 0,23 % — других народностей. Испано- и латиноамериканцы составили 0,71 % от всех жителей округа.
Из 2979 домашних хозяйств в 35,30 % — воспитывали детей в возрасте до 18 лет, 63,40 % представляли собой совместно проживающие супружеские пары, в 5,70 % семей женщины проживали без мужей, 28,10 % не имели семей. 25,70 % от общего числа семей на момент переписи жили самостоятельно, при этом 13,70 % составили одинокие пожилые люди в возрасте 65 лет и старше. Средний размер домашнего хозяйства составил 2,59 человек, а средний размер семьи — 3,14 человек.
Население округа по возрастному диапазону по данным переписи 2000 года распределилось следующим образом: 29,00 % — жители младше 18 лет, 7,00 % — между 18 и 24 годами, 26,00 % — от 25 до 44 лет, 20,90 % — от 45 до 64 лет и 17,20 % — в возрасте 65 лет и старше. Средний возраст жителей округа составил 38 лет. На каждые 100 женщин в округе приходилось 100,00 мужчин, при этом на каждых сто женщин 18 лет и старше приходилось 95,10 мужчин также старше 18 лет.
Средний доход на одно домашнее хозяйство в округе составил 32 239 долларов США, а средний доход на одну семью в округе — 40 500 долларов. При этом мужчины имели средний доход в 26 563 долларов США в год против 20 237 долларов США среднегодового дохода у женщин. Доход на душу населения в округе составил 15 980 долларов США в год. 8,80 % от всего числа семей в округе и 11,80 % от всей численности населения находилось на момент переписи населения за чертой бедности, при этом 14,20 % из них были моложе 18 лет и 12,90 % — в возрасте 65 лет и старше.

## Основные автодороги
- US 20
- US 81
- Автомагистраль 13
- Автомагистраль 98
- Автомагистраль 121

## Населённые пункты

### Города и деревни
- Бреслау
- Фостер
- Хедер
- Маклин
- Осмонд
- Пирс
- Плейнвью